# Bosuilstadion
El Bosuilstadion és un estadi de futbol de la ciutat d'Anvers, Bèlgica. L'estadi es va inaugurar l'any 1923 i des d'aleshores és l'estadi on el Royal Antwerp juga com a local. Té una capacitat de 16.144 espectadors, dels quals 800 són seients VIP interiors. Es troba al districte de Deurne.
El Bosuilstadion va acollir la repetició de la final de la Recopa d'Europa de 1964, que va veure la victòria de l'Sporting Clube de Portugal contra l'MTK Budapest FC. També va acollir la semifinal de la UEFA Euro 1972 entre Bèlgica i Alemanya Occidental, guanyada per Alemanya Occidental. Molts partits internacionals amistosos de Bèlgica es van jugar al Bosuil, molts dels quals van ser contra els Països Baixos. No obstant això, l'estadi no ha acollit cap partit internacional des del partit amistós d'Alemanya contra el Brasil el 1988.
Una reconstrucció important de l'estadi va començar el 2017.